# Línea 69 (Media Distancia)
La línea 69 (Córdoba - Bobadilla) fue una línea ferroviaria realizada por servicios MD que recorría transversalmente la comunidad española de Andalucía. Discurría por vías convencionales electrificadas a 3000 V CC de ancho ibérico, pertenecientes a Adif. Fue operada por la sección de Media Distancia de Renfe Operadora mediante trenes Serie 449.
La duración mínima del viaje era de 1 hora y 37 minutos. En un pasado la línea se denominó «A4» y era servida con trenes Serie 470 de Renfe. 
Debido a la racionalización de servicios de media distancias deficitarios, esta línea se cerró el pasado 13 de mayo de 2013 quedando sin servicio 4 paradas. A día de hoy estas vías solo son recorridas por ferrocarriles de mercancías.
Cabe destacar que esta línea antiguamente llegaba a Málaga con transbordos garantizados hacia Granada, Sevilla y Algeciras en breve tiempo.